# Xã Lewis and Clark, Quận St. Louis, Missouri
Xã Lewis and Clark (tiếng Anh: Lewis and Clark Township) là một xã thuộc quận St. Louis, tiểu bang Missouri, Hoa Kỳ. Năm 2010, dân số của xã này là 37.217 người.